# Камење са Месеца на Малти
Приказ Месечевог камења на Малти су две пригодне плоче на којима су мали фрагменти камења са Месеца који су донети лунарним мисијама Аполо 11 и Аполо 17 а поклон су председника САД Ричарда Никсона народу Малте.
Између 1969. и 1972. године, шест мисија Апола (11, 12, 14, 15, 16 и 17) донело је 382 килограма узорака месечевог камења, шљунка, песка и прашине са површине Месеца.

## Опис

### Аполо 11
Плоча на постољу Аполо 11 приказује пригодну плочицу на којој су четири „месечева камена“ величине зрна пиринча коју су 1969. сакупили астронаути Апола 11 Нил Армстронг и Баз Олдрин и мала застава Малте која је однета на Месец и враћена на Аполу 11.
Четири "Месечева камена" укупно теже око 0,05 грама. Они су убачени у провидну пластичну лопту величине новчића који је монтиран на дрвеној табли квадратног облика димензија једне квадратне стопе, на малом постољу. Ту је и мала застава Малте која је била однета на Месец и назад са Аполом 11, а лежала је директно испод „камења Месеца добре воље“. Мали подијум за плочу људима Малте је такође поклонио председник Сједињених Држава Ричард Никсон. Сличне дисплеје „Месечевог камења“ су добиле још 134 земље широм света.

### Аполо 17
Плоча (10 пута 14 инча) лунарног узорка са Апола 17 има једну честицу "Месечевог камена" који је исечен из лунарног базалта 70017 и малтешке заставе. Базалт 70017 је сакупио астронаут Апола 17 Харисон Шмит на Месецу 1972. године. Када је лунарни базалт 70017 враћен на Земљу са Месеца, базалтни Месечев камен исечен је на мале фрагменте од приближно једног грама. Узорак је затворен у пластичну куглу и постављен на дрвену плочу заједно са малтешком заставом коју је посада Аполона 17 однела на Месец и назад. Затим је плочу 1973. године председник Никсон послао у Малту, као што је то учинио за друге 134 земље света (исте земље које су претходно добиле поклоне са Апола 11) и поново за свих 50 држава Америке. Ово је урађено као гест добре воље да се промовише мир и хармонија.

## Историја
Малтешки приказ узорка лунарног камена донетог са Аполом 17, који је дат Малти, украден је 2004. године. Био је смештен у Мдини, у Природњачком музеју. Кустос музеја је пронашао да недостаје током свакодневног прегледа. Овај „Месечев камен“ унутар провидне пластичне кугле постављене на врху постоља тежио је нешто више од 1,1 грама.
Кутија за приказ месечеве стене била је разбијена и отворена, а провидна пластична кугла у којој је био „месечев камен“ уклоњена је са дрвеног постоља. Малтешка застава која је летела на мисији Аполо 17 и такође била постављена на овој презентацијској плочи остављена је нетакнута, што сугерише да је лопов аматер. Дрвени презентацијски приказ заједно са малтешком заставом доказао би одакле долази месечев камен и потврдио његову вредност.
Јосеф Ричард Гутхајнц, пензионисани агент НАСЕ, рекао је Асошијетед пресу да ће лопов или лопови умешани у малтешки "камен добре воље" имати проблема с тим шта да ураде са њим. Рекао је да би могли покушати да га продају приватним колекционарима, ако докажу шта је то и каква му је вредност. Чак је и претпоставио да су можда довољно глупи да покушају да је продају некој аукцијској кући.
Гутхајнц је предложио да се лоповима понуди период амнестије како би покушали да поврате украдени камен са Месеца. Ова понуда је подржана и штампана у новинама Тајмс оф Малта. Од 2012. године, малтешки „камен добре воље“ Апола 17 још увек недостаје. Гутхајнц сумња да ће се фалсификоване варијације продавати деценијама. Национална агенција за баштину Малте осудила је лопове као "кукавице" и затражила је помоћ од сваког ко има неке информације о крађи или о лоповима.
Узорак месечевог камена са Апола 11 смештен је у Природном научном музеју Гозо на Гози, Малта.